# Xysticus pellax
Xysticus pellax är en spindelart som beskrevs av O. Pickard-Cambridge 1894. Xysticus pellax ingår i släktet Xysticus och familjen krabbspindlar. Inga underarter finns listade i Catalogue of Life.